# 茨城県道154号山根大津港線

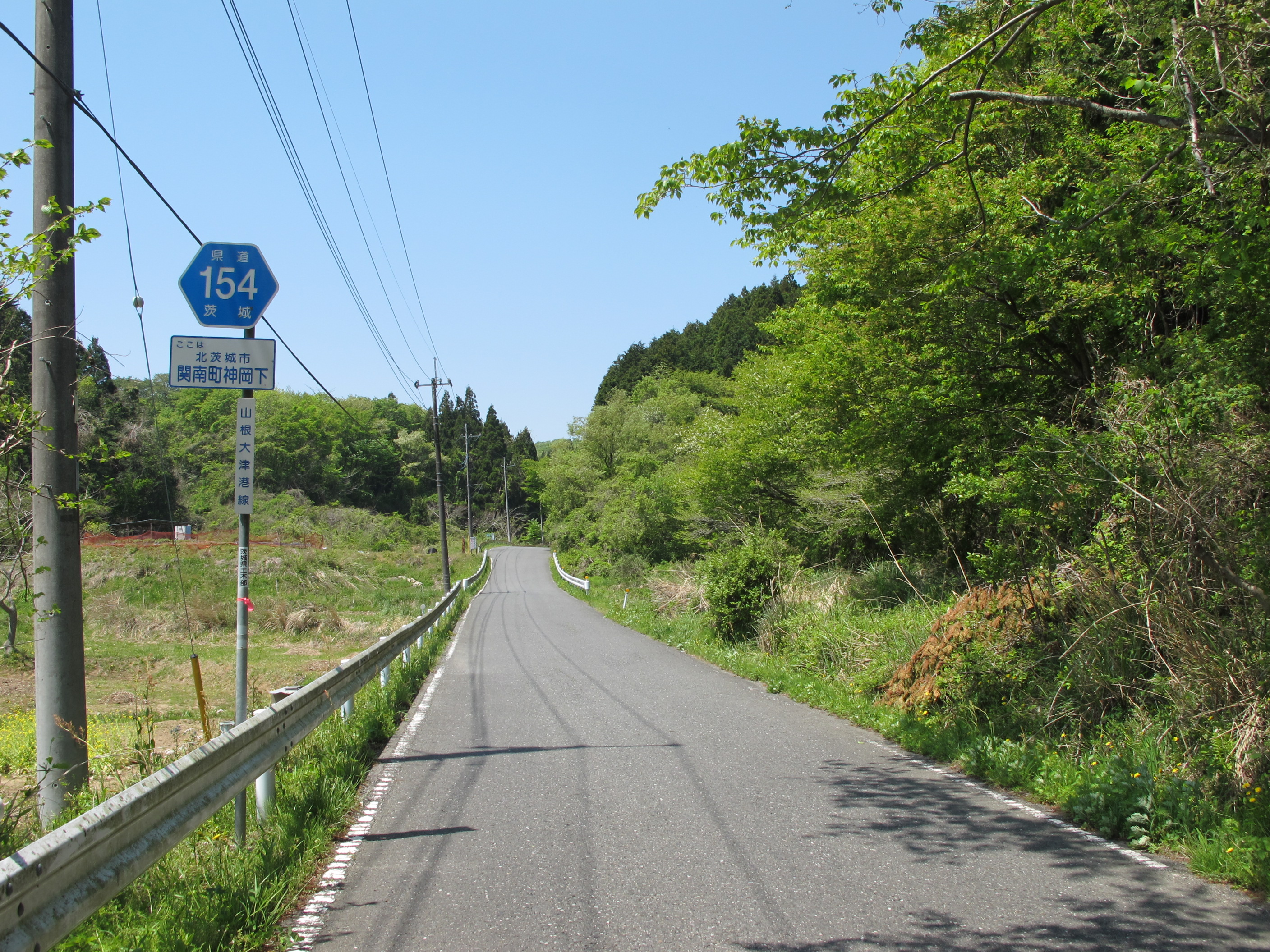
茨城県道154号山根大津港線
北茨城市関南町神岡下（2014年5月）

茨城県道154号山根大津港線（いばらきけんどう154ごう やまねおおつこうせん）は、茨城県北茨城市内の一般県道である。

## 概要
北茨城市華川町上小津田字山根の茨城県道10号日立いわき線より分岐して東方向へ向かい丘陵地帯を越えて大津港までの東西約8kmの一般県道である。

### 路線データ
- 起点：茨城県北茨城市華川町上小津田（茨城県道10号日立いわき線交点）[1]
- 終点：茨城県北茨城市大津町（茨城県道27号塙大津港線交点）[1]
- 総延長：7.856 km[2]
- 重用延長：0.020 km[2]
- 未供用延長：なし[2]
- 実延長：7.836 km[2]
- 自動車交通不能区間延長[注釈 1]：なし[2]

## 歴史
1959年（昭和34年）10月14日、新たな県道として北茨城市上小津田町字山根を起点とし、北茨城市大津町の大津港を終点とする区間を本路線とする県道山根大津港線として茨城県が県道路線認定した。
1995年（平成7年）に整理番号154となり現在に至る。

### 年表
- 1959年（昭和34年）10月14日
現在の路線が県道山根大津港線（図面対照番号128）として路線認定される[3]。道路の区域は、北茨城市上小津田町字山根の主要地方道日立勿来線（日立いわき線と改称）分岐から北茨城市大津町大津港までと決定された[1]。
- 1995年（平成7年）3月30日：整理番号が整理番号187から現在の番号（整理番号154）に変更される[4]。
- 2010年（平成22年）3月25日：北茨城市華川町上小津田地内の旧道（180m）が県道指定解除により市道降格する[5]。

## 路線状況
主な区間は1.5車線幅の道路で、起点と終点付近および茨城県道155号里根神岡上線との交点付近は2車線に道路改良されてある。起点の丘陵部から県道里根上岡上線までの区間は、交通量はまばらで比較的少ない。終点近くの北茨城市関南町仁井田地内で、JR常磐線の踏切があり国道6号と仁井田交差点にて交差する。

### 道路施設
- 大津橋（里根橋、北茨城市関南町仁井田-北茨城市大津町）

## 地理

### 通過する自治体
- 北茨城市

### 交差する道路
- 茨城県道155号里根神岡上線（北茨城市関南町神岡下）
- 国道6号（北茨城市関南町仁井田）

### 沿線
- ベイステージカントリー倶楽部（北茨城市関本町神岡下）
- 大津港（北茨城市大津町）